# Pardosa aquatilis
Pardosa aquatilis este o specie de păianjeni din genul Pardosa, familia Lycosidae, descrisă de Schmidt și Krause, 1995. Conform Catalogue of Life specia Pardosa aquatilis nu are subspecii cunoscute.